# Doprava v Plzni

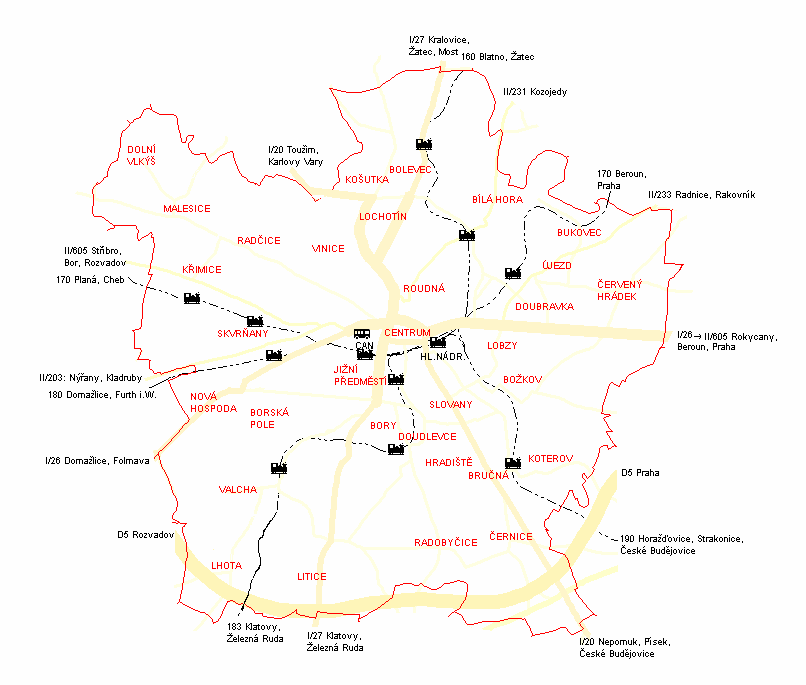
Mapa hlavních plzeňských dopravních tahů

Západočeská metropole Plzeň patří mezi nejvýznamnější dopravní uzly v České republice. Do města přichází doprava ze sedmi směrů.
Nejdůležitějším dopravním tahem je trasa Praha-Plzeň-Norimberk, která je vedena východo-západním směrem a zajišťuje spojení České republiky i dalších evropských států se Spolkovou republikou Německo a západní Evropou.
Další významné dopravní tahy směřují na jihovýchod do Českých Budějovic, na jih do Klatov a na hranice SRN v Železné Rudě, na jihozápad do Domažlic a na německé hranice ve Folmavě, na severozápad do Karlových Varů a na sever do Žatce a Mostu. Tyto směry jsou shodné v silniční i železniční dopravě.
Hromadná doprava ve městě je zajištěna tramvajemi, trolejbusy a autobusy.
Meziměstská veřejná doprava má terminály na hlavním nádraží na východním okraji centra města a na Centrálním autobusovém nádraží (CAN), které je naopak umístěno západně od centra.

## Silniční doprava
Díky již zmíněným směrům je Plzeň efektivně napojena na českou silniční síť. Poloha města na křižovatce tolika cest s sebou ale samozřejmě přináší také velké množství nevýhod plynoucích zejména z nedostatečné kapacity hlavních ulic. Dopravní ruch v Plzni od roku 1989, zejména v důsledku otevření západních hranic a celkového nárůstu automobilové dopravy, výrazně vzrostl.
Do Plzně vedou tři silnice I. třídy a tři silnice II. třídy. Jižním obchvatem město obchází dálnice D5. Silnice I/20 spojuje České Budějovice a Písek s Plzní a pokračuje na Karlovy Vary. Městem prochází po Nepomucké, Karlovarské a Studentské třídě. Silnice I/26 přichází od Domažlic přes Novou Hospodu po Domažlické a Skvrňanské třídě. Centrum obchází Tyršovou ulicí a dále vede ulicí U Prazdroje a Rokycanskou až na křižovatku s D5, kde končí. Silnice I/27 vede ze Železné Rudy přes Klatovy na okraj Plzně. Prozatím prochází městem Klatovskou, Karlovarskou a Lidickou třídou, její trasa má být ale přeložena na severojižní průtah. Z Plzně dále pokračuje směrem do severních Čech – do Žatce a Mostu.

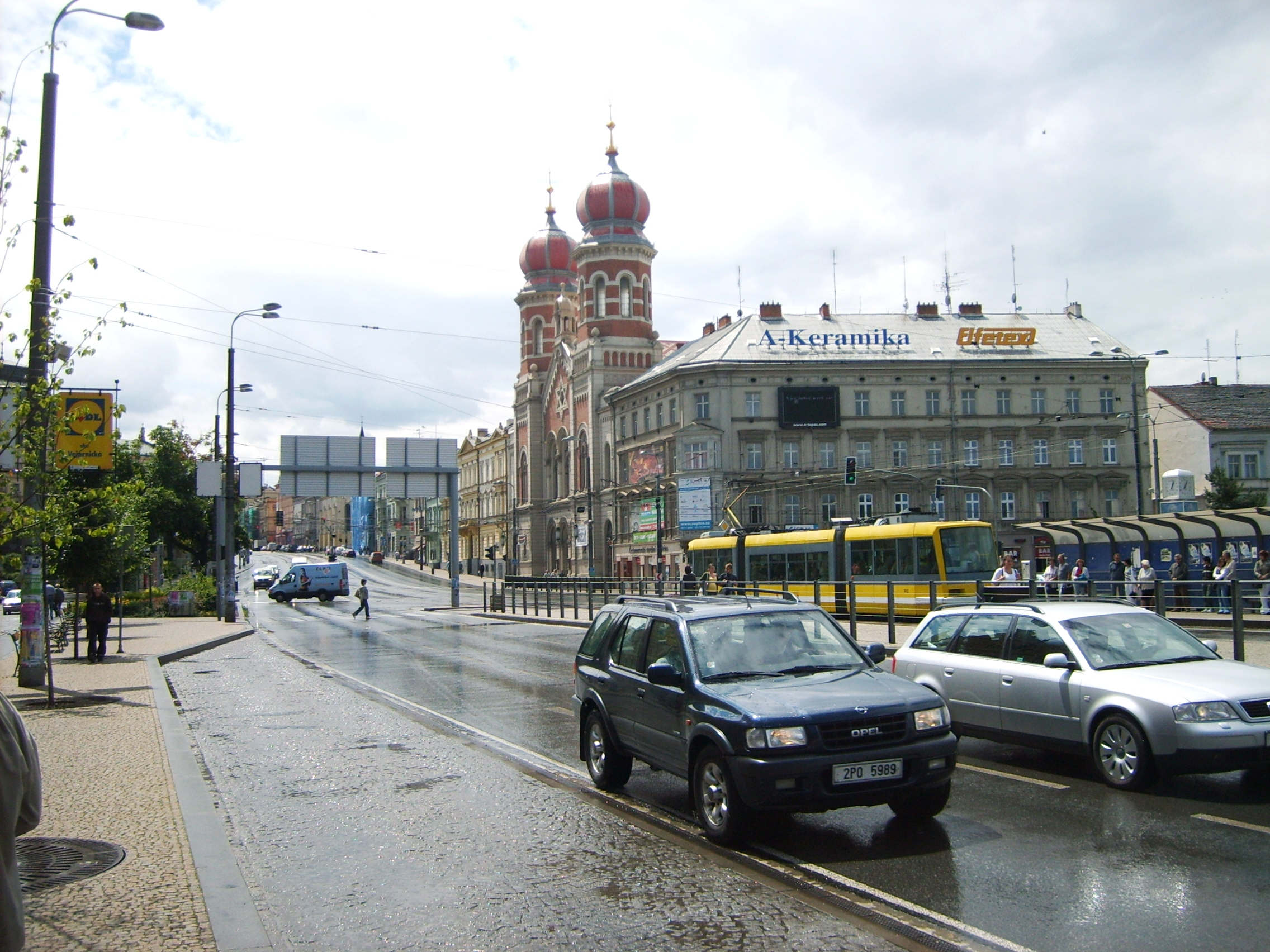
Sady Pětatřicátníků jsou nejvýznamnější křižovatkou v centru města

Silnice II/203 a II/605 vycházejí z města přes Skvrňany, kde se oddělují. První pokračuje rovně přes Nýřany do Kladrub, kde na II/605 opět navazuje. Druhá odbočuje směrem na Křimice a Stříbro a dále přes Bor do Rozvadova. Až do roku 1997, kdy byla postavena dálnice D5, byla po této silnici vedena veškerá doprava na Rozvadov. Silnice II/233 vychází z Plzně na opačné straně města – v Doubravce a pokračuje severovýchodním směrem na Radnice a do Rakovníka.
Od počátku 70. let 20. stol. byly hlavní průjezdní tahy městem rozšiřovány. V roce 1973 byl například otevřen dnešní Most generála Pattona, jehož prostřednictvím byla odvedena doprava na Žatec a Karlovy Vary z prostoru náměstí. V souvislosti s výstavbou přilehlých sídlišť Severního předměstí byly žatecká i karlovarská silnice značně rozšířeny (na čtyřpruhové komunikace s pruhem pro tramvaje uprostřed). Tomuto kroku padla v 80. letech za oběť velká část zástavby starého Bolevce.
Postupně byla rozšiřována také výpadovka na Prahu – ulice U Prazdroje (1977–1983) a Rokycanská (1986–1992). Počátkem 80. let byla rekonstruována také Klatovská třída od Borů až po dnešní Sadů Pětatřicátníků. Také během této přestavby došlo k několika demolicím přímo v centru města.
Asi k největším zásahům do historického jádra ale došlo v průběhu výstavby průtahu trasy Praha – Rozvadov severně a západně od historického jádra v letech 1983–1989. Tehdy byl dokonce zbourán i zbytek starých městských hradeb u řeky a veškerá zástavba na severní straně Přemyslovy ulice od Palackého náměstí až k CANu.
Zkapacitňování silniční sítě pokračovalo i po roce 1990, kdy se stala intenzita doprava mezi Prahou a Plzní téměř neúnosnou. K Plzni se postupně přibližovala nová dálnice D5, která okraje města dosáhla v roce 1995. Provoz veškeré tranzitní dopravy středem města byl však dále nemyslitelný, a tak bylo rozhodnuto o výstavbě dálničního jižního obchvatu města. Ten byl dokončován postupně v letech 2003–2006. Na křižovatce Plzeň-západ trasa obchvatu plynule navazuje na další úsek dálnice D5 na Rozvadov a do Německa, dokončený v listopadu 1997.
Okolo roku 2000 se budovala ulice U trati, spojující ulice Borskou a U Prazdroje, která měla pomoci odvést dopravu ze zklidňované Americké třídy. Součástí stavby je také tzv. Most Milénia a přemostění Hlavního nádraží. Ve stejné době byla také vybudována Folmavská ulice spojující Novou Hospodu a novou průmyslovou zónu na Borských polích s Bory (Sukova ulice).

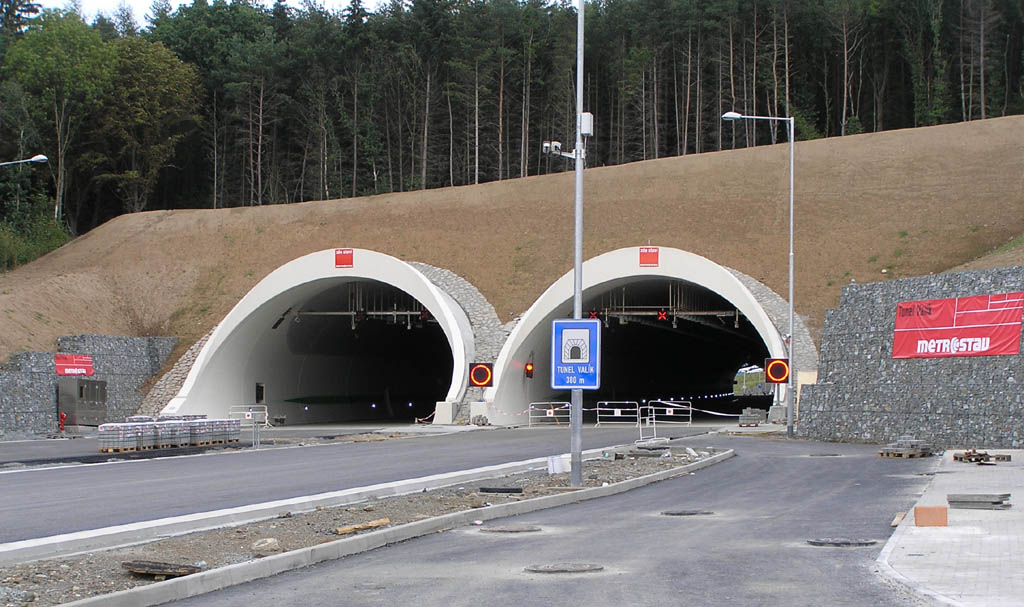
Tunel Valík na dálničním obchvatu Plzně byl otevřen v říjnu 2006

V současné době se buduje velmi kontroverzní severojižní průtah městem. Již v roce 2004 byla dokončena jeho 1. část – čtyřproudová přeložka „klatovské“ silnice I/27, která odvedla dopravu z Litic a mimoúrovňově se kříží s obchvatem města. Komunikace dálničního typu prozatím končí nad vodní nádrží České údolí, do roku 2010 však má být hotov úsek kolem věznice Bory až po Sukovu ulici. Dále má silnice pokračovat kolem areálu Škodovky přes Husovo náměstí, kde by mělo dojít k dalším demolicím. Poté by překročila řeku Mži a Lochotínským parkem by vystoupala na Severní předměstí. Proti výstavbě se bouří mnohá občanská sdružení, která navrhují postavit západní obchvat města (kolem Skvrňan a Křimic), který by se tolik nedotkl zástavby a zeleně v obydlené zóně.
Dne 20. února 2023 byl otevřen západní okruh města. Šlo o největší a nejdražší stavbu v historii Plzeňského kraje.

## Železniční doprava

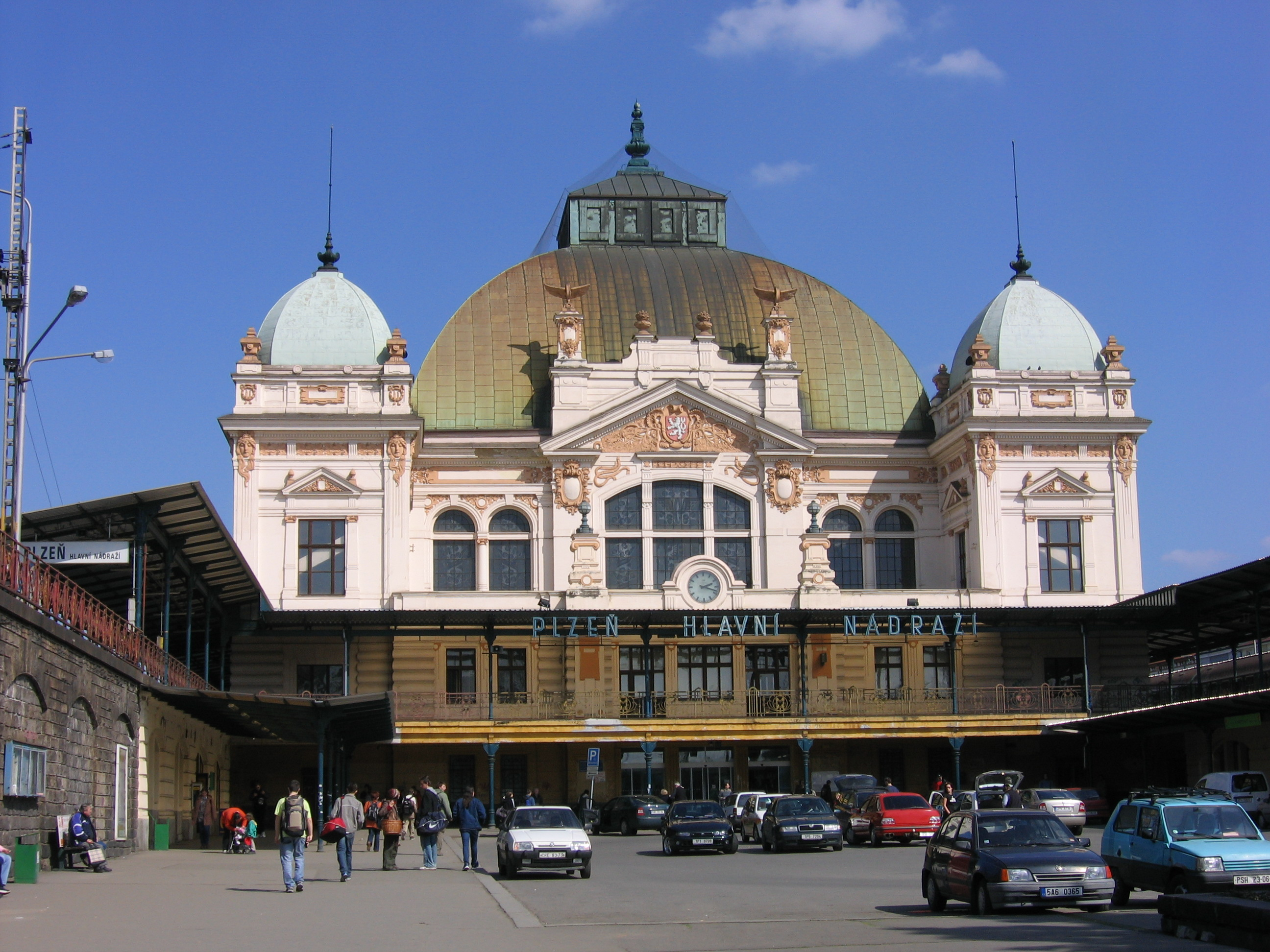
Budova stanice Plzeň hlavní nádraží (do roku 1989 Gottwaldovo)

Plzeň je jedna z nejvýznamnějších železničních křižovatek v ČR. Setkává se zde pět hlavních železničních tratí.
Největší význam má trať Praha–Plzeň (170), jež je společně s tratí Plzeň–Cheb (178) součástí 3. železničního koridoru – hlavní tepny železniční dopravy v Česku ve směru východ – západ. Koridor prošel rozsáhlou přestavbou trati, jak v úseku od Plzně do Chebu, tak od Plzně do Berouna, kde byl vybudován Ejpovický tunel. Modernizace ve svém průběhu přinášela četná citelná dopravní omezení v osobní i nákladní přepravě, jejím výsledkem je ale zkrácení jízdních dob. Na celém území města jsou tyto tratě dvojkolejné a elektrizované. Na koridoru je v Plzni 5 stanic nebo zastávek: Plzeň-Doubravka, Plzeň hlavní nádraží, Plzeň-Jižní Předměstí, Plzeň-Zadní Skvrňany a Plzeň-Křimice. Na úseku Praha-Plzeň byla otevřena v roce 1862, zbylý úsek byl zprovozněn v rámci tzv. Dráhy císaře Františka Josefa z Vídně do Chebu v roce 1872.
Velmi důležitá je také trať 180 Plzeň-Domažlice-Furth im Wald, která také slouží pro spojení Čech se SRN (zejm. s oblastí Bavorska). Trať, otevřená již v roce 1861, je sice pouze jednokolejná a není elektrizovaná, ale jsou po ní také vedeny dokonce i mezinárodní expresy. V Plzni má zastávky Plzeň hlavní nádraží, Plzeň-Jižní Předměstí a Plzeň-Skvrňany.
Rychlíky jsou vedeny také po Plzeň – Klatovy – Železná Ruda (170 do Klatov, zbytek 183), která vychází z Plzně jižním směrem na Klatovy a Šumavu. Na území města najdeme stanice nebo zastávky Plzeň hlavní nádraží, Plzeň zastávka, Plzeň-Doudlevce a Plzeň-Valcha. Trať byla otevřena v roce 1878.
Spojení se severními Čechami zajišťuje od roku 1873 jednokolejná neelektrizovaná trať 160 Plzeň-Žatec. I po této trati jsou vedeny rychlíky (např. do Mostu). Kromě stanice na hlavním nádraží má trať zastávky ještě na Bílé Hoře, v Bolevci a Plzeň-Orlík.
V neposlední řadě jmenujme trať z Plzně do Českých Budějovic (do Strakonic 191, pak 190), součást původní Dráhy Františka Josefa, otevřené v roce 1868, která je elektrizovaná a v některých úsecích dokonce i dvoukolejná. Také po této trati jsou vedeny rychlíky spojující přes České Budějovice například Plzeň s Brnem. V Plzni má kromě hlavního nádraží jedinou stanici – v Koterově.

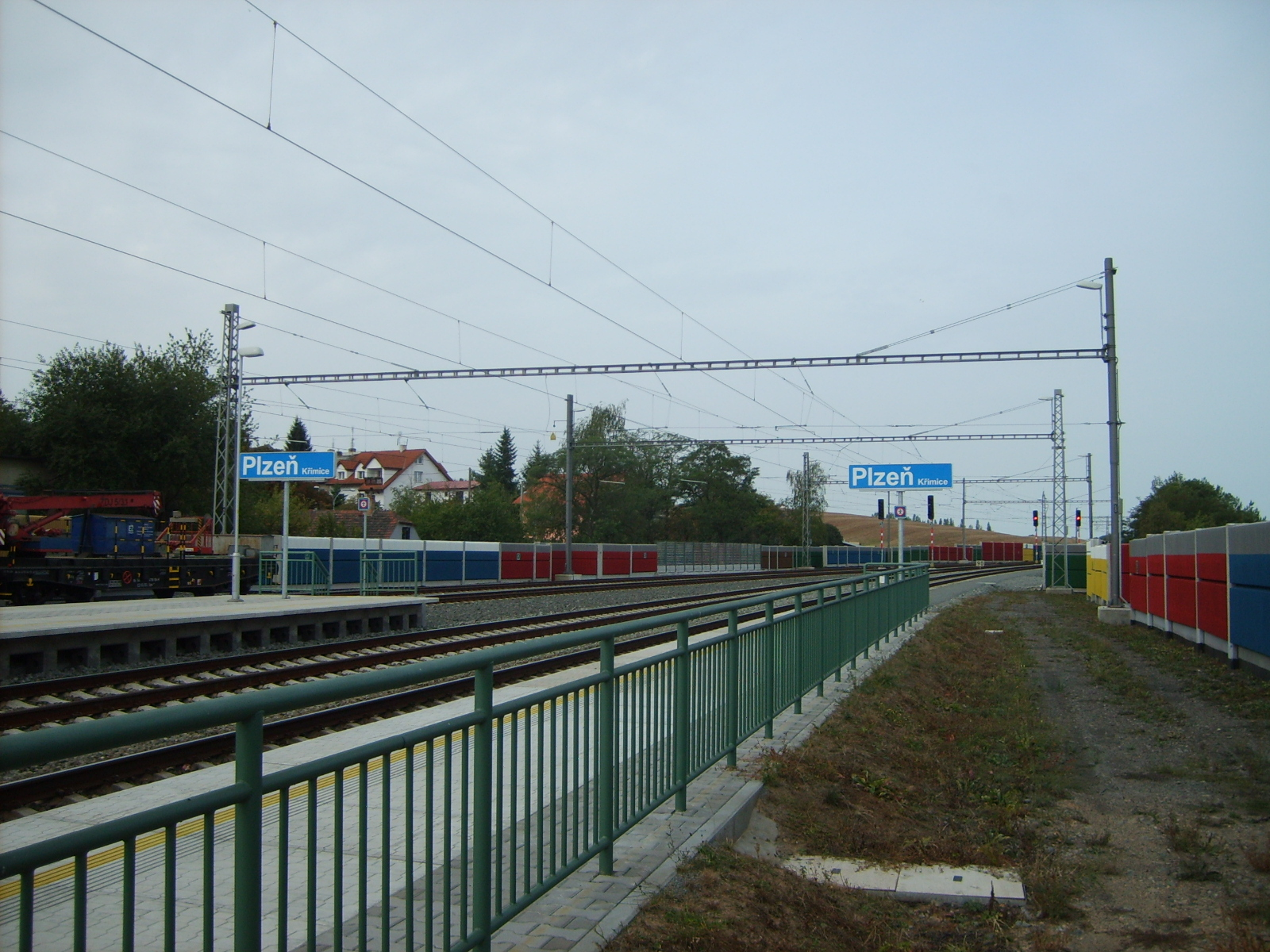
Modernizovaná železniční stanice v Křimicích

Vzhledem k tomu, že Plzeň je město s velkými průmyslovými podniky (největší Škoda), má hlavní význam kromě dopravy osob také i doprava nákladní, vyváženy jsou hlavně dopravní prostředky a další stroje.
Hlavní železniční tratě procházejí městem z východu na západ a na jih od jeho centra; hlavní nádraží je umístěno dále od centra u konce Americké třídy, v místě, kde je dostupných mnoho spojů MHD. Původní budova z roku 1906 byla téměř zničena při náletech v roce 1945, po válce byla ale obnovena v původní podobě.

## Příměstská a dálková autobusová doprava
Autobusy mají značný význam nejen pro spojení mnohých míst západních Čech bez dostačujícího napojení na železnici s Plzní, ale také jako konkurence železnici v osobní dopravě dálkové.
Drtivou většinu regionálních autobusových spojů zajišťoval do 13.6.2020 podnik ČSAD autobusy Plzeň s podnikovým ředitelstvím a hlavními garážemi v ulici V Malé Doubravce v Plzni 4. Tento podnik zajišťoval provoz místních autobusových linek ve všech okresech Plzeňského kraje. Nejvýznamnější příměstské linky vyjíždějící z Plzně míří v rámci okr. Plzeň-sever do Nýřan, do Manětína, do Kralovic a do Nadryb; v rámci okr. Plzeň-jih potom do Přeštic, Merklína, Dolní Lukavice, Spáleného Poříčí nebo do Nepomuku. Významné jsou také linky směřující do Horšovského Týna a Domažlic, do Klatov, do Sušice,do Stříbra, Boru a Tachova a do různých částí rokycanského okresu (Rokycany, Radnice, Zbiroh, Mýto, Cheznovice, Strašice). Jedna linka pokračuje z Rokycan přes Strašice až do Hořovic v okrese Beroun.

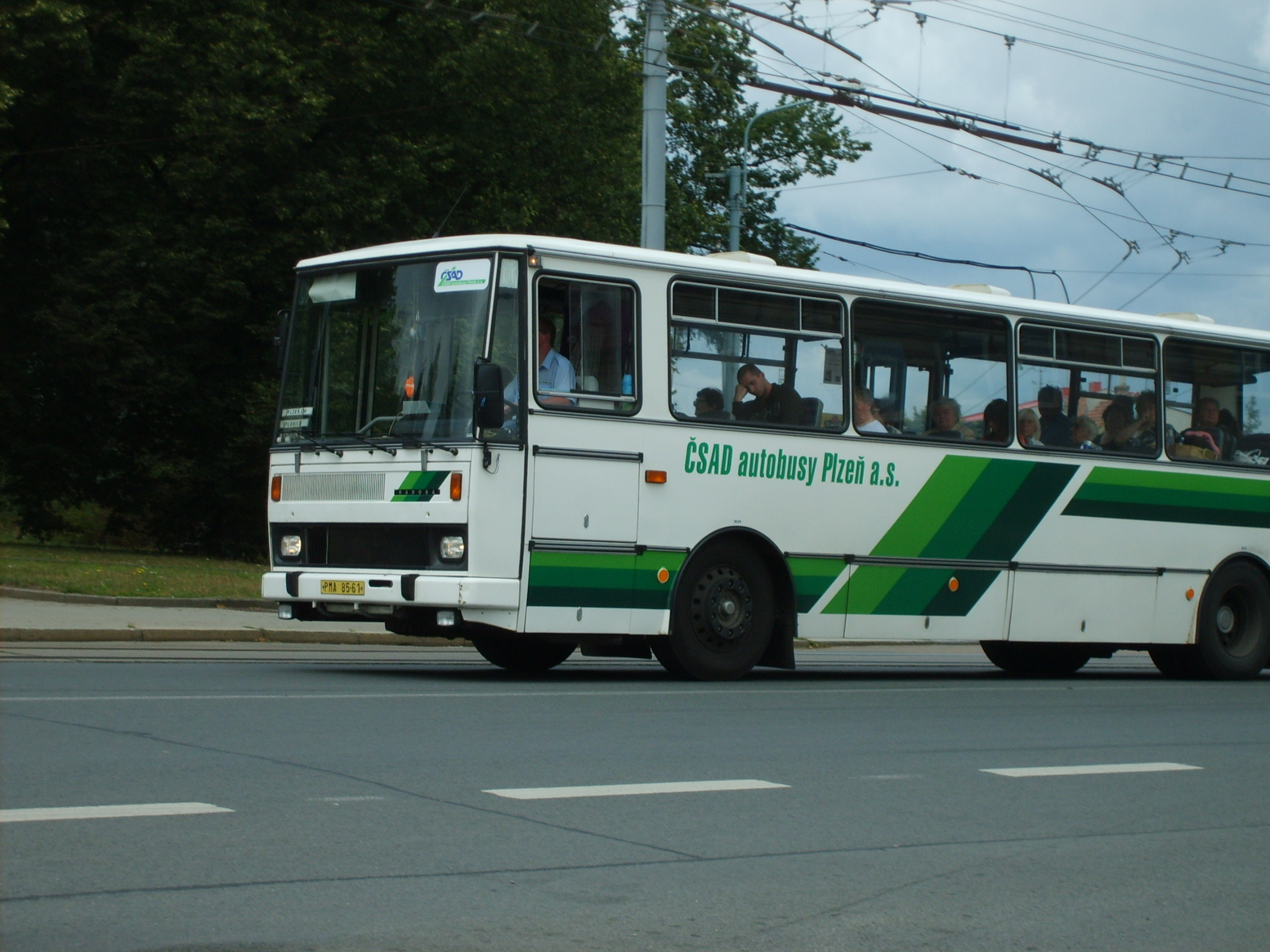
Autobus ČSAD Plzeň na lince do Plánice

Na zajišťování autobusového spojení Plzeňského a Karlovarského kraje se kromě ČSAD Plzeň podílela také společnost Autobusy Karlovy Vary. Z Plzně vyjížděly tímto směrem linky do Mariánských Lázní, Chebu a Aše (okr. Cheb), do Sokolova; do Toužimi, Bečova nad Teplou a Karlových Varů (okr. Karlovy Vary).
Od 14.6.2020 o linky v závazku veřejné služby Plzeňského kraje dopravce ČSAD autobusy Plzeň přišel a nahradil ho v plné šíři dopravce ARRIVA Střední Čechy.
Svá specifika má autobusové spojení Plzně a Prahy, které může od dokončení dálnice D5 v roce 1995 směle konkurovat železnici, alespoň co se rychlosti přepravy týče. V tomto úseku jezdí jednak autobusy plzeňského a karlovarského ČSAD na dálkových linkách často již přijíždějících z odlehlejších okresních měst západních Čech (Domažlice, Cheb, Klatovy) a jednak ostatní přepravní firmy, z nichž největší význam má v současné době brněnská firma Student Agency, která provozuje přímé spojení Praha – Plzeň 22 páry spojů ve všední den. Zatímco firma Student Agency vozí cestující z Plzně pouze na pražské autobusové nádraží na Zličíně na samém okraji metropole, spoje ostatních dopravců zajíždějí až na autobusové nádraží Florenc v centru Prahy.
Plzeň je také zastávkou několika mezinárodních autobusových linek spojujících Prahu s mnoha městy západní Evropy. Na lince Praha – Paříž lze vystoupit také v Mannheimu a Saarbrückenu, linky směřující do Velké Británie lze využít pro spojení Plzně s Londýnem a Birminghamem. V provozu jsou také linky spojující Plzeň s různými městy na Slovensku a Ukrajině.

### CAN
S rozvojem autobusové dopravy v Plzni nastala potřeba výstavby velkokapacitního přestupního terminálu, který by umožňoval odstavení velkého množství autobusů různých linek. Ještě v 60. letech byly příměstské i dálkové autobusové linky ukončeny na různých místech – např. u Hlavního nádraží, nedaleko VII. brány Škodovky ve Skvrňanech nebo v Plachého ulici na Jižním předměstí. V roce 1977 byla zahájena výstavba rozsáhlého terminálu umístěného u hlavní brány podniku Škoda mezi Tylovou a Skvrňanskou třídou na západním okraji centra. První etapa nového CANu (Centrálního autobusového nádraží) byla dokončena v roce 1979, kdy byla cestujícím odevzdána do užívání ostrovní nástupiště s přístřešky a podchod spojující tato nástupiště s Husovou a Tylovou ulicí (s bránou podniku Škoda). V druhé etapě dokončené roku 1983 byla odevzdána tehdy moderní odbavovací budova s komplexními službami, vč. informační kanceláře ČSAD, pokladny, úschovny zavazadel, WC a stravovacích zařízení. V roce 1986 byla rozšířena odstavná plocha pro autobusy. Na CAN byly soustředěny veškeré příměstské, dálkové i mezinárodní autobusové linky směřující do Plzně. Tato skutečnost přetrvávající až do dnešních dnů má své výhody i nevýhody. Výhodou je jednotné přestupní místo a blízkost největšího plzeňského podniku ŠKODA, nevýhodou naopak značná vzdálenost od Hlavního vlakového nádraží a nutnost zajíždění veškerých autobusových linek do centra města. Dnes patří Centrální autobusové nádraží mezi nejvytíženější zařízení svého druhu v ČR, denní obrat cestující činí 15 tis. osob a ročně je zde odbaveno na 235 tisíc autobusových spojů.

### Budoucnost
Budoucnost Centrálního autobusového nádraží v Plzni je nejistá. V současné době, kdy je trend odsouvat příměstské autobusové linky na okraje měst, se podobné kroky plánují i v Plzni. Linky z oblasti Nepomuku, Nadryb a Rokycan mají být ukončeny na novém terminálu u Hlavního nádraží ČD, linky ze směru od Všerub a Třemošné mají nově končit u Fakultní nemocnice na Lochotíně a konečně linky z oblasti Přeštic mají být výhledově ukončeny na novém přestupním terminálu v Dobřanské ulici. Na CANu by tak zůstaly pouze veškeré linky z oblasti Domažlicka, Chebska a Tachovska a zřejmě také dálkové autobusové spoje.

## Městská doprava

### Tramvajová doprava

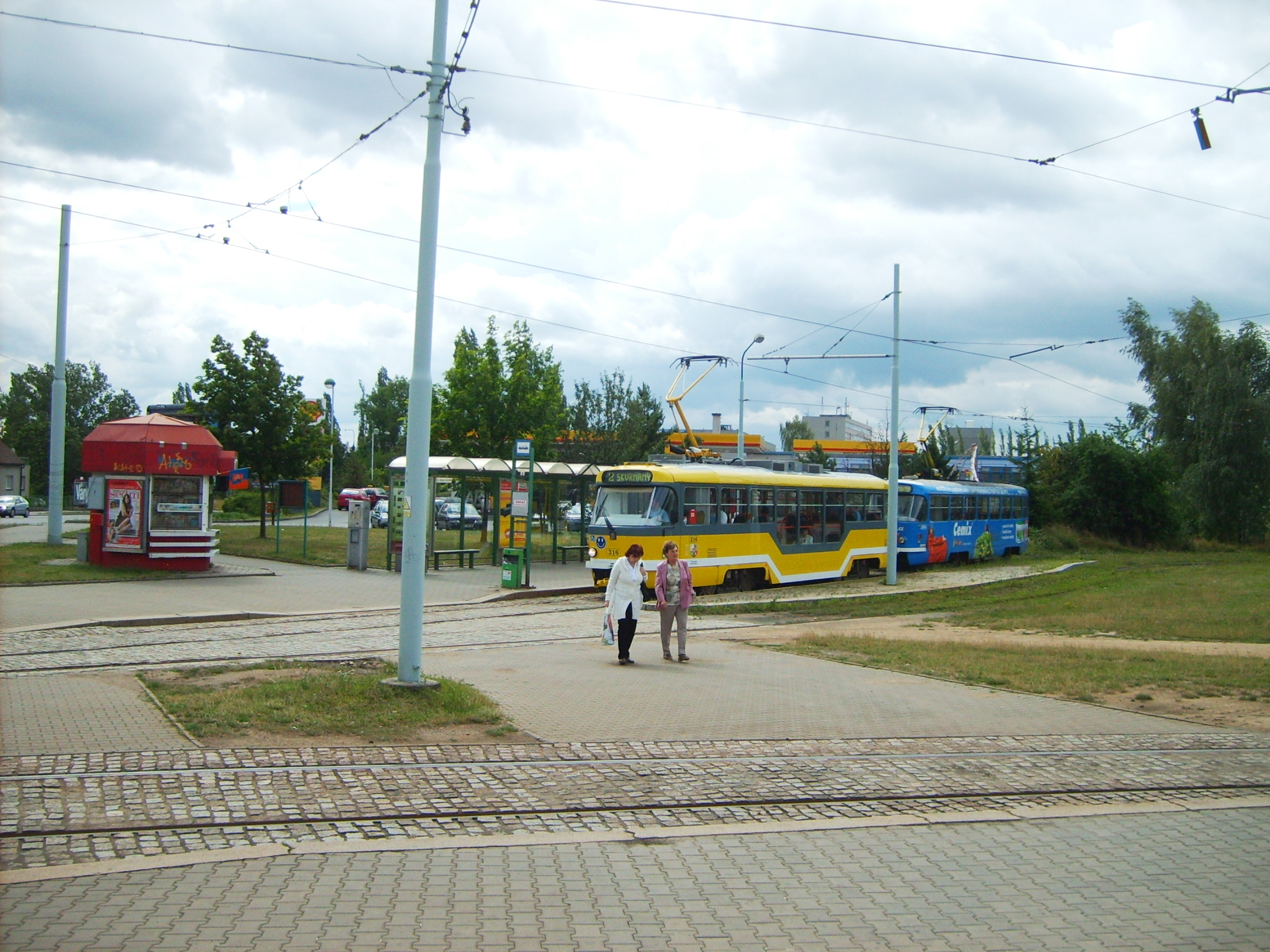
Souprava linky číslo 2 na smyčce Světovar z roku 1962

Páteří sítě MHD je tramvajová síť; lze ji zařadit mezi menší, rozhodně však je vytížená.
První tramvaje vyjely do plzeňských ulic již v roce 1899. Velkou zásluhu na tomto projektu měl český vynálezce František Křižík. Na počátku jezdily tři linky na trasách Bory – Lochotín, Skvrňany – Východní předměstí a náměstí – Doudlevce. Síť se postupně pomalu rozrůstala, v roce 1929 byla nejvytíženější linka 1 z Borů na Slovany zdvojkolejněna.
Po válce byla zrušena původní tramvajová trať z Lochotína do Doudlevec a byla nahrazena trolejbusy. Od 50. let byly dodávány tramvaje koncepce PCC – Tatra T1 (od roku 1955), T2 (od roku 1960) a T3 (od roku 1964). Poslední jmenovaný typ tramvaje jezdí ulicemi města dodnes.
Po roce 1960 nastala doba výstavby velkých sídlišť, která měla být obsluhována tramvajemi. A tak byla v květnu 1962 prodloužena tramvajová linka číslo 2 na Světovar (sídl. Slovany), v listopadu 1973 byla stejná linka prodloužena na opačném konci od III. brány Škodovky až do nového sídliště Zadní Skvrňany. V souvislosti s výstavbou nových sídlištních celků Severního předměstí se v květnu 1973 vrátily tramvaje (nová linka č. 4) přes nový most na levý břeh Mže – do Lochotína, kde vznikla provizorní točna. Později byla trať prodlužována hlouběji do sídliště – od září 1980 po Karlovarské třídě na konečnou Košutka v Gerské ulici. 2. ledna 1986 zahájila provoz linka č. 3 po Lidické třídě do nové točny Frunzeho (dnes Mozartova) v Bolevci.

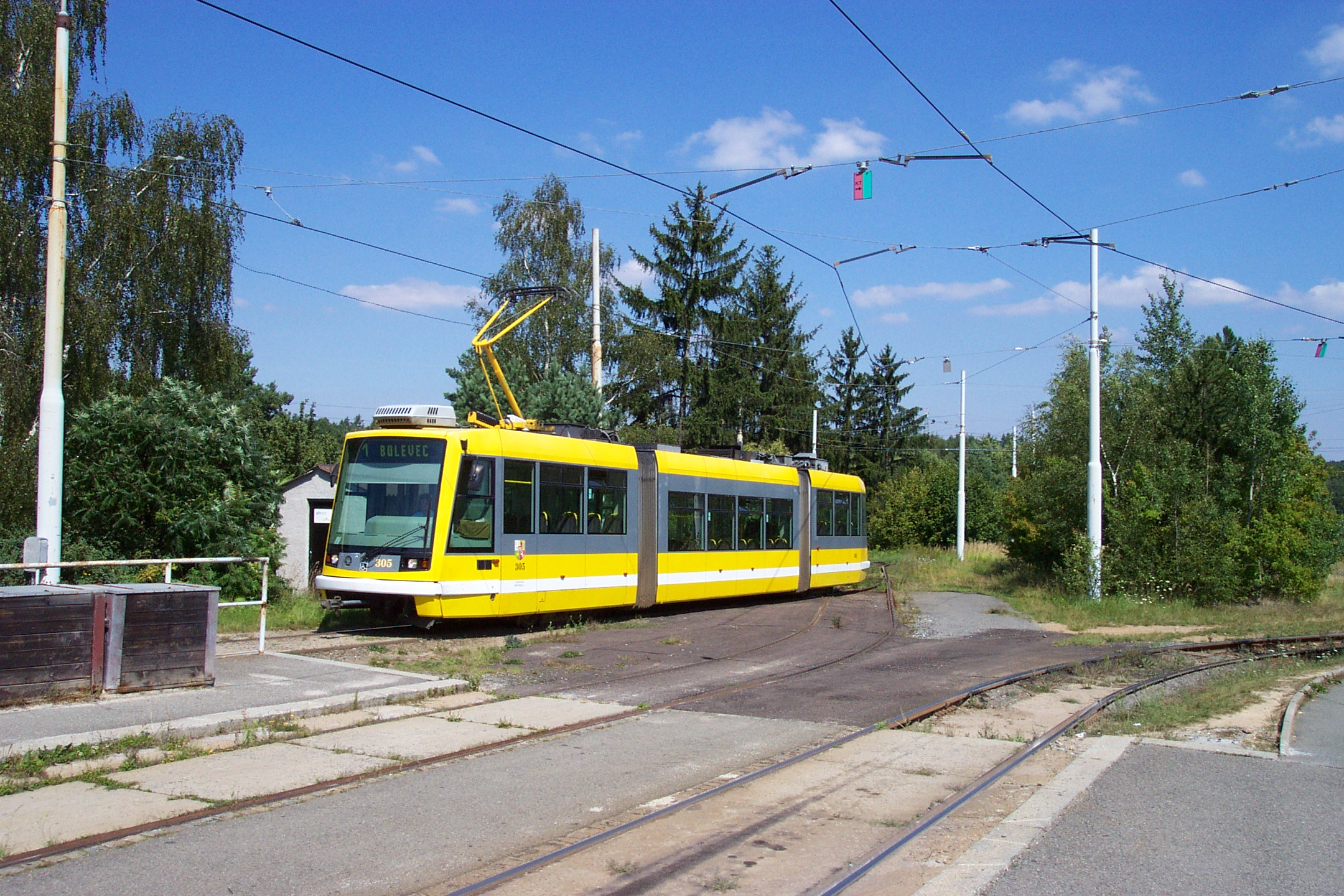
Tramvaj Škoda 03T „Astra“ na konečné Bolevec Tachovská

V roce 1989 byly zakoupeny nové kapacitní tramvaje Tatra KT8D5, které našly uplatnění zejména na nejvytíženější lince číslo 4. 25. května 1990 byl zahájen provoz na posledním úseku bolevecké trati na točnu Bolevec, Tachovská. K tomuto datu došlo k velkým změnám v tramvajové dopravě – linka č. 1 byla přeložena z Borů do Bolevce. V roce 1991 byla zavedena linka č. 5, která byla společně s linkou číslo 3 ukončena na nově vybudovaném obratišti Malesická na skvrňanské trati. Nejnovější tramvajovou tratí je prozatím trať v Sirkové ulici u zastávek Hlavní nádraží, která byla uvedena do provozu 30. listopadu 1992. Ke stejnému datu byla opuštěna stará trať v Nádražní ulici. V letech 1999 a 2000 byly dodány nízkopodlažní tramvaje Škoda 03T (Astra). Linky číslo 3 a 5 byly zrušeny 27. května 2000. Od té doby se linkové vedení tramvají neměnilo.
Dnes zajišťují tramvajovou dopravu pouze 3 linky, což ale na druhou stranu zvyšuje přehlednost provozu. Linka číslo 1 spojuje Bolevec a Slovany, linka číslo 2 Světovar a Skvrňany a nejvytíženější linka číslo 4 Košutku a Bory.

### Trolejbusová doprava

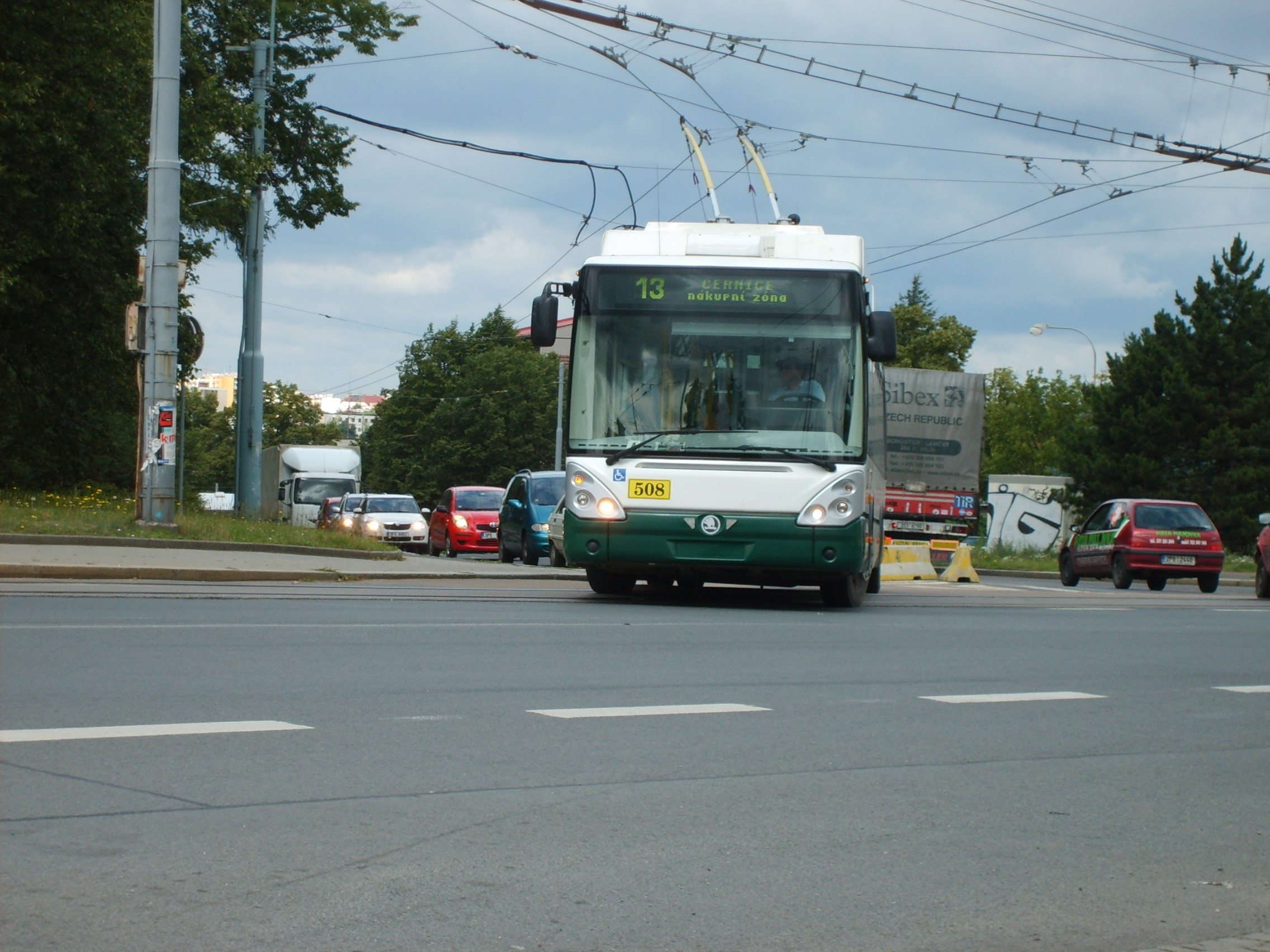
Trolejbus Škoda 24Tr na lince 13 u zastávky náměstí Milady Horákové

Trolejbusy doplňují síť tramvají. Zajišťují dopravní spojení do míst, kam tramvaje nemohly být zavedeny a kde by byla autobusová doprava nevhodná.
Provoz trolejbusové dopravy byl zahájen za druhé světové války dne 9. dubna 1941. Jednalo se o linku „A“ jezdící od Městských lázní (nedaleko Hlavního nádraží) na Doubravku, která byla záhy doplněna další označenou jako „H“ vedoucí na Ústřední hřbitov. Rozšiřování sítě nastalo po válce. V roce 1948 zahájila provoz dnešní linka 12 v úseku Božkov – Skvrňany, v roce 1955 prodloužená až do Nové Hospody. Roku 1949 byla zavedena linka číslo 13 v trase Doudlevce – náměstí Republiky – Lochotín – Bolevec, která nahradila nevyhovující jednokolejnou tramvajovou trať. V roce 1950 ji následovala linka číslo 14, vedená z Kopeckých sadů, a která v Lochotíně odbočovala na Košutku. Linka číslo 13 byla v roce 1953 prodloužena z Doudlevec přes Slovany do Černic. Během pouhých 14 let tak trolejbusová doprava v Plzni dosáhla svého maxima.
Dalších 20 let se vzhled sítě téměř neměnil. Za doby největší světové trolejbusové krize se v Plzni podařilo vystavět a dát do provozu další trať. Jednalo se o úsek od Pietasu po Dlouhé ulici do Lobez. Sem byla 1. února 1975 od Městských lázní zavedena linka 15.
1. září 1976 byl z důvodu výstavby kapacitnější tramvajové tratě ukončen trolejbusový provoz linky 14 na Košutku, o rok později následovaný celou tratí na Severní předměstí vedenou z Kopeckého sadů přes náměstí Republiky na Bolevec. Ještě před ukončením provozu na severu města, v roce 1974, byla v Doubravce postavena nová trať vedená Jateční a Těšínskou ulicí, která se výborně hodila při přestavbě ulice Rokycanské v 80. letech. Ve stejný den, jako proběhlo ukončení provozu na lince 14, tedy 1. září 1976 byla prodloužena doubravecká trať z Habrmannova náměstí na nový terminál v Zábělské ulici. V té době vázla obnova vozového parku z důvodu stagnace trolejbusů jako dopravních prostředků.

V polovině 80. let se trolejbusy opět začínaly dostávat do „módy“, a tak bylo rozhodnutu jimi nahradit tehdy nejvytíženější autobusovou linku č. 29 z Doubravky na Sídliště Bory. Provoz na nové lince 16 vedené ze Sídliště Bory přes Jižní předměstí, Mrakodrap, Hlavní nádraží a po nové trati v části Šumavské ulice, a na Doubravce po zcela novém úseku od křižovatky Masarykovy a Těšínské ulice na blokový objezd Doubravka, Na Dlouhých byl zahájen 30. ledna 1988. Také trolejbusů se dotkla výstavba přestupního uzlu u Hlavního nádraží (Americká), kvůli které byly zároveň prodlouženy všechny doubravecké linky doposud končící u dnešní budovy okresního soudu. V letech 1998–2000 byla vystavěna krátká spojovací trať mezi Doudlevci a Bory, jejíž součástí je také nová smyčka u Tyršova mostu.

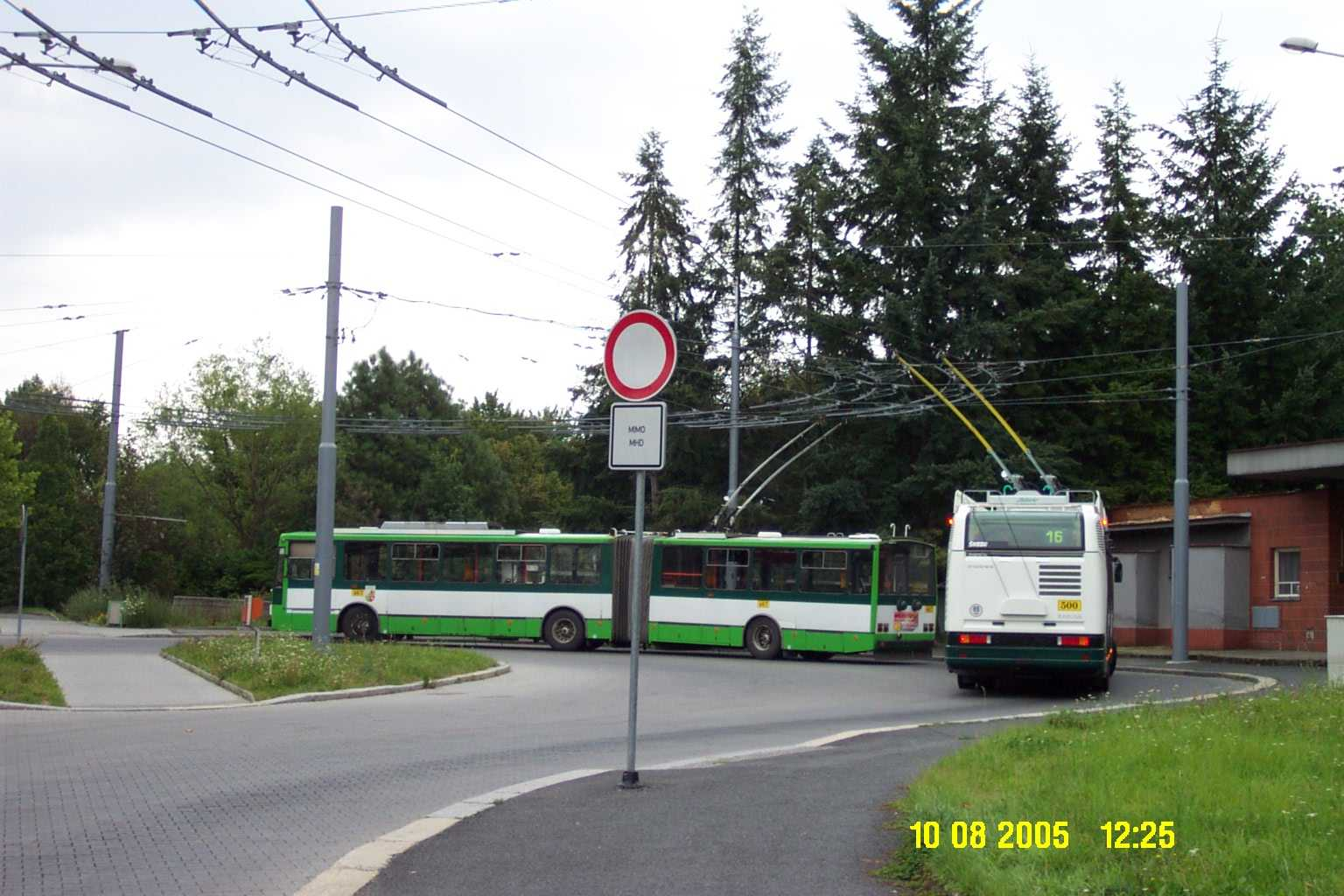
Kloubový trolejbus Škoda 15Tr a standardní Škoda 24Tr na konečné linky 16 Bory, Heyrovského

V roce 1978 přichází do Plzně dodávka 34 trolejbusůtypu Škoda 9TrH. Následuje je ještě 32 vozů Škoda 9TrHT již s tyristorovou pulzní regulací. V letech 1980–1991 bylo do Plzně dodáno celkem 116 vozů Škoda 14Tr. Od roku 1991 rozšířily vozový park trolejbusů první kloubové vozy Škoda 15Tr, nejvíce využívané pro linku 16. Tento typ však již v současné době není v Plzni provozován. V letech 1997 - 2005 bylo postupně modernizováno 42 vozů Škoda 14Tr, ostatní byly odprodány nebo vyřazeny. Sedmnáct z nich je dosud v provozu i v současnosti. V roce 1999 se v Plzni objevily první trolejbusy typu Škoda 21Tr ACI. V současné době je v provozu 18 vozidel tohoto typu. V letech 2004 - 2008 byly zařazovány do provozu trolejbusy typu Škoda 24Tr a to ve dvou modifikacích Agora a Citelis. V současnosti jich Plzeňské městské dopravní podniky provozují 7 resp. 16. Nověji zakoupená vozidla tohoto typu jsou již plně nízkopodlažní, u starších vozidel byl ještě schod u zadních dveří. Sourozencem typu Škoda 24Tr je typ Škoda 25Tr, dodávaný také od roku 2004. Jedná se již o prodloužený kloubový velkokapacitní model, který je s výhodou nasazován na linkách s vysokou dopravní zátěží, především pak na lince č. 16. 
Nejmodernějšími provozovanými typy trolejbusů jsou Škoda 26Tr a Škoda 27Tr, dodávané do Plzně od roku 2009. Jedná se opět o vozidla příbuzné konstrukce, přičemž typ 27Tr je kloubová vysokokapacitní verze, jejíž délka je o 6 metrů větší než u typu 26Tr. Je to typ s nejvyšší přepravní kapacitou z celé flotily, disponuje 50 místy k sezení a 117 místy k stání. K dispozici je 5 vozidel tohoto typu. Část plzeňského trolejbusového parku je vybavena pomocnými dieselgenerátory, které umožňují trolejbusovou dopravu i na úsecích, kde není instalováno trolejové vedení.
V současné době je v provozu 9 trolejbusových linek s čísly 10, 11, 12, 13, 14, 15 , 16, 17 a 18. Linky jsou provozovány v následujících trasách: č. 10 (Černice-Mrakodrap), č. 11 (CAN–Ústřední hřbitov), č. 12 (Letkov, V podlesí-Nová Hospoda), č. 13 (NC Černice – Na Dlouhých), č. 14 (Sídliště Bory-Pařížská), č. 15 (Borská pole/Nová Hospoda–Lobzy), č. 16 (Sídliště Bory-Doubravka), č. 17 (Nová Hospoda–Doubravka), č. 18 (CAN–Borská pole). Linky 11, 12, 13, 15 a 16  jsou linky základní trolejbusové sítě, s provozem v intervalu 5 - 15 min., linky 10, 14, 17 a 18 jsou linky doplňkové s provozem omezenějším. Nejvytíženějšími linkami jsou „šestnáctka“ a „dvanáctka“, naopak nejméně vytížená je linka číslo 14.
Po dobu rekonstrukce Americké třídy (21. dubna – 21. prosince 2008) bylo v provozu 7 trolejbusových linek – 10, 11, 12, 13, 15, 16 a 17. Některé linky měly odlišnou trasu nebo byly zkráceny oproti normálnímu stavu.

### Autobusová doprava

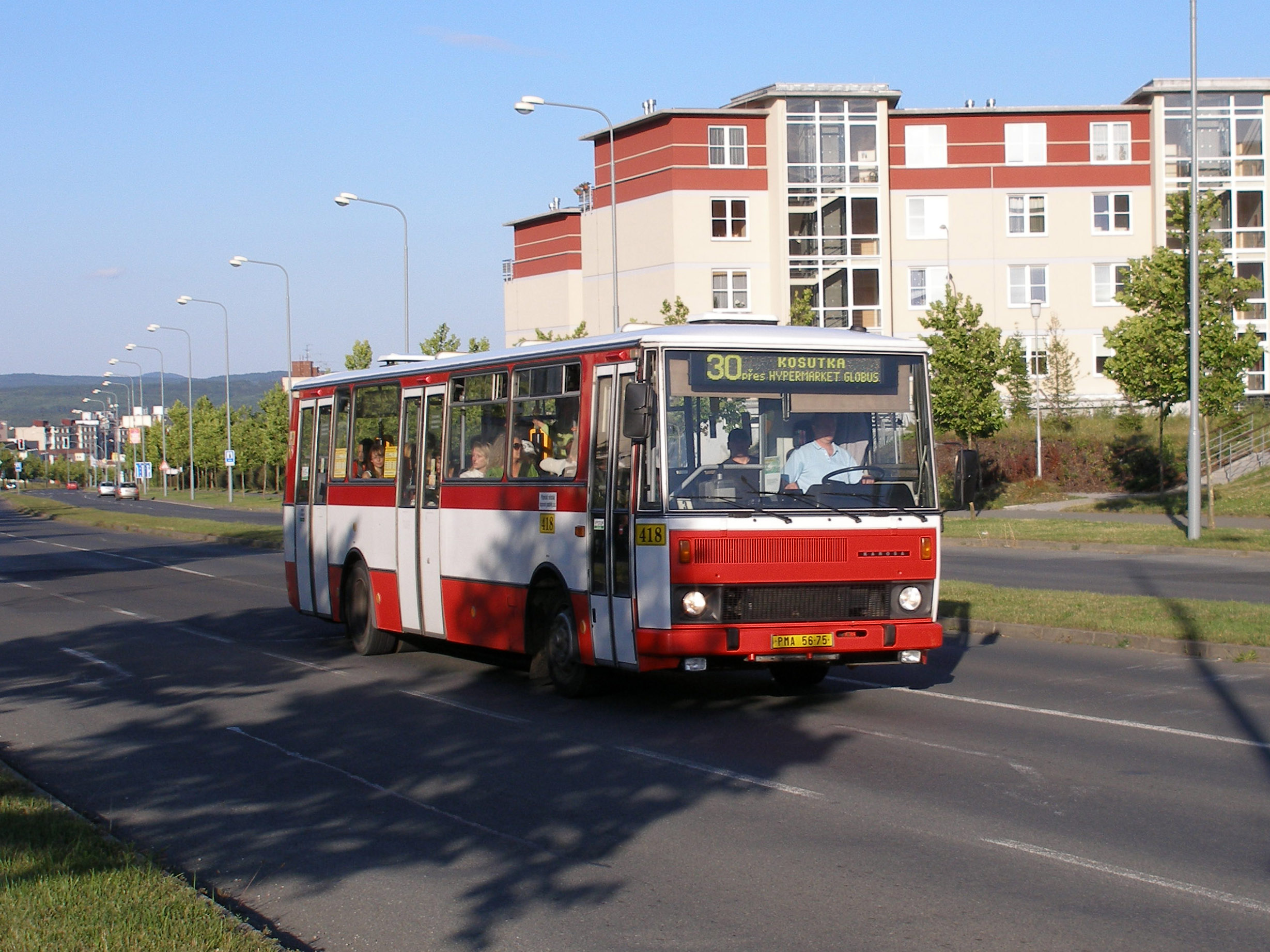
Karosa B 732 na nejvytíženější lince 30

Kromě těchto dvou uvedených má Plzeň samozřejmě i síť městských autobusů; ty zajišťují hlavně tangenciální směry, spojení velmi vzdálených částí města a někdy i obcí za městem (to jsou již příměstské spoje).
Zdejší autobusová síť má dlouhou historii, která se začala psát již 21. března 1929, kdy byl zahájen provoz na tratích na Jižním předměstí, na Bílou Horu a z Doudlevec na Slovany. Po vybudování některých trolejbusových tratí autobusy postupně ustupovaly směrem dále od města, např. v roce 1949 byla zahájena městská doprava do Chrástu, Starého Plzence a Koterova, v roce 1956 do Dýšiny.
V 60. letech autobusy pomáhaly posilovat spojení nových městských sídlišť se závodem Škoda. Již v roce 1967 byla zavedena dnes nejvýznamnější plzeňská autobusová linka číslo 30 – tehdy v trase Doubravka – Slovany – Doudlevce ETZ. Od roku 1969 do roku 1988 jezdila linka číslo 29 ze Sídliště Bory na Doubravku, která byla bezmála 20 let nejvytíženější linkou autobusové sítě.
Po zrušení trolejbusů na Severní předměstí v letech 1976 a 1977 zajišťovaly náhradní autobusovou dopravu linky označené jako 13A a 14A. V roce 1979 začaly jezdit autobusy do nově připojených Křimic, od roku 1990 obsluhují také Radčice.

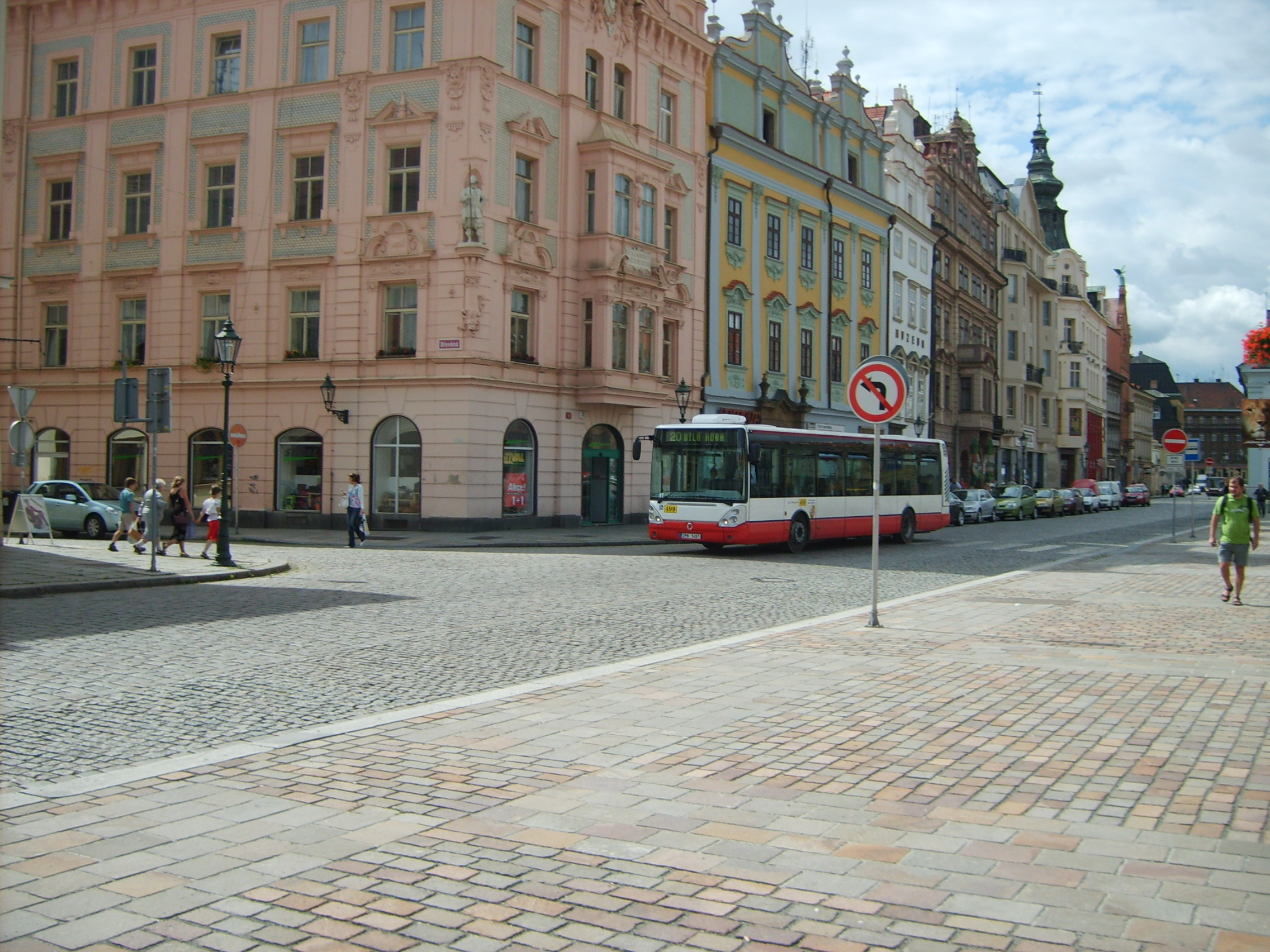
Irisbus Citelis 12M na lince 20 projíždí náměstím Republiky

26. května 1990 začala jezdit linka číslo 41, která spojila nově budované sídliště Vinice s centrem města. Od stejného data byla prodloužena linka číslo 30 z Doubravky do Bolevce a na Košutku a zároveň z Doudlevec na Bory. Zavedení této linky byl s nízkým intervalem byl rozhodně dobrý krok, který odlehčil dopravě přes centrum. Od poloviny 90. let začala být autobusy obsluhována také nová průmyslově-obchodní zóna na Borských polích, kde se výhledově počítá se zavedení trolejbusů i tramvají.
Dnes zajišťuje autobusovou dopravu 25 linek, 10 linek nočních. Nejvytíženější jsou linky 30 a 41. Linky řady 50 a N11+ zajíždějí do příměstských obcí.

### Cyklistická doprava
V září 2012 vznikla iniciativa Plzeň na kole, usilující o lepší podmínky pro městskou cyklistiku. Iniciativa pořádá pravidelné jarní a podzimní cyklistické jízdy městem s cílem upozornit na problémy cyklistiky v Plzni. Iniciativa usiluje o:
- propojení páteřních cyklistických stezek v centru města,
- zpřístupnění dalších tzv. jednosměrek jízdním kolům i v „protisměru“, jak to umožňuje zákon,
- zajištění kvalitních stojanů pro jízdní kola před hlavním vlakovým nádražím a Centrálním autobusovým nádražím,
- vytvoření kapitoly v rozpočtu města na podporu rozvoje městské cyklistiky,
- vytvoření pozice cyklokoordinátora na plzeňské radnici,
- vytvoření plánu zlepšení podmínek pro městskou cyklistiku v následujících letech.

V květnu 2013 se Plzeň poprvé zapojila  (v jejím třetím ročníku) do soutěže „Do práce na kole“.